# ترانه کینگ کونگ
«ترانه کینگ کونگ» (انگلیسی: King Kong Song) که با نام آقای سکس هم شناخته می‌شود، ترانه‌ای از گروه موسیقی سوئدی آبا سوئدی در آلبوم واترلو آنان در سال ۱۹۷۴ منتشر شد.

## جداول موسیقی

### جداول  هفتگی
| جدول (۱۹۷۵)                 | بالاترین رتبه |
| --------------------------- | ------------- |
| استرالیا (گزارش موسیقی کنت) | ۴۹            |